# Manbuta aberrans
Manbuta aberrans är en fjärilsart som beskrevs av William Schaus 1914. Manbuta aberrans ingår i släktet Manbuta och familjen nattflyn. Inga underarter finns listade i Catalogue of Life.